# Bailey Noble
Bailey Ann Noble (* 13. Oktober 1990 in Bethlehem, Pennsylvania) ist eine US-amerikanische Schauspielerin, die vor allem durch die Rolle  Adilyn Bellefleur aus der Serie True Blood Bekanntheit erlangte.

## Leben und Karriere
Bailey Noble wuchs zusammen mit einer älteren Schwester auf. Sie besuchte die Saucon Valley High School, die sie 2009 abschloss. Sie ist ausgebildete Tänzerin und Sängerin sowie zertifizierte Sporttaucherin. Danach nahm sie zunächst ein Masterstudium im Fach Musical an der DeSales University auf, das sie nach einem Jahr abbrach und an die Westküste nach Los Angeles zog, um dort als Schauspielerin zu arbeiten.
Bereits im Alter von 10 Jahren war sie 2000 im Film Just for the Time Being erstmals vor der Kamera zu sehen. Ihre nächste Rolle vor der Kamera spielte sie 2011 nach ihrem Umzug nach Los Angeles bei einem Gastauftritt in der Serie Off the Map. Im selben Jahr war sie als Rosie Dovello wiederkehrend in der Serie First Day zu sehen. 2012 spielte sie die Figur Mandy in der Serie Secret Diary of an American Cheerleader. Danach folgten Auftritte in den Serien Glee, Malibu Country und 90210. 2013 wurde sie als Adilyn Bellefleur zunächst in einer Nebenrolle in der sechsten Staffel von True Blood besetzt. Die Rolle wurde für die finale siebte Staffel zu einer Hauptfigur ausgebaut. 2015 war sie als Anna Assaoui in einer zentralen Rolle im Horrorfilm Martyrs zu sehen.
2016 stellte Noble die Figur Carly im Thriller The Good Neighbor – Jeder hat ein dunkles Geheimnis dar. Zudem trat sie in den Serien Lucifer, Timeless und als Bess Burrows in einer Nebenrolle in The Last Tycoon auf. Weitere Rollen folgten in Atlanta Medical, The Last Ship, The Rookie und Criminal Minds.

## Filmografie (Auswahl)
- 2000: Just for the Time Being
- 2011: Off the Map (Fernsehserie, Episode 1x05)
- 2011: First Day (Fernsehserie, 6 Episoden)
- 2012: Glee (Fernsehserie, Episode 4x03)
- 2012: Secret Diary of an American Cheerleader (Fernsehserie, 5 Episoden)
- 2012: All the Wrong Notes (Fernsehserie, 2 Episoden)
- 2013: Malibu Country (Fernsehserie, Episode 1x09)
- 2013: 90210 (Fernsehserie, Episode 5x17)
- 2013–2014: True Blood (Fernsehserie, 17 Episoden)
- 2014: The Haircut (Kurzfilm)
- 2015: Martyrs – The Ultimate Horror Movie (Martyrs)
- 2015: Members Only (Fernsehfilm)
- 2016: Lucifer (Fernsehserie, Episode 1x04)
- 2016: The Good Neighbor – Jeder hat ein dunkles Geheimnis (The Good Neighbor)
- 2016: Summer of 8
- 2016: Hard Sell
- 2016: The Archer
- 2016–2017: Timeless (Fernsehserie, 2 Episoden)
- 2016–2017: The Last Tycoon (Fernsehserie, 8 Episoden)
- 2018: Atlanta Medical (Fernsehserie, Episode 2x06)
- 2018: The Last Ship (Fernsehserie, 2 Episoden)
- 2019: The Rookie (Fernsehserie, Episode 1x11)
- 2019: The Way You Look Tonight
- 2020: Criminal Minds (Fernsehserie, Episode 15x08)
- 2020: Them: Covenant (Fernsehserie, 3 Episoden)
- 2021: Flag Day